# شان والتمن
شان والتمن (انگلیسی: Sean Waltman؛ زادهٔ ۱۳ ژوئیهٔ ۱۹۷۲) کشتی‌گیر کشتی حرفه‌ای، پادکست‌ساز، و بازیگر سینما اهل ایالات متحده آمریکا است.
از فیلم‌ها یا برنامه‌های تلویزیونی که وی در آن نقش داشته‌است می‌توان به ۱ شب در چین اشاره کرد.
وی همچنین برندهٔ جوایزی همچون تالار شهرت دبلیو دبلیو ای شده‌است.